# Khanato degli Avari

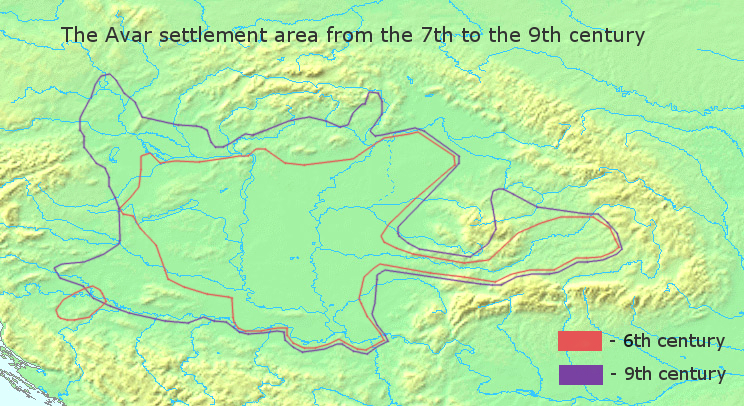
Area di insediamento degli Avari

Il Khanato degli Avari fu un khanato esistito dal 562 al 823. Fondato dagli Avari, ebbe come capitale Seghedino ed il primo khan fu Baian.
Venne conquistato da Krum, che ne annesse i territori al Primo Impero bulgaro.

## Confini
Fino al momento della crisi di potere nella seconda metà del VII secolo, il khaganato non ebbe confini fissi. Successivamente, le strutture politiche si adattarono più strettamente alle strutture di potere europee. All'inizio dell'VIII secolo, il dominio avaro iniziò a proteggere le sue aree di insediamento con una fascia di confine disabitata. Gli Ungari, in seguito, adottarono o rinnovarono questo tipo di sicurezza delle frontiere sotto forma del sistema delle Gyepű, ovvero una scelta quasi invariata a quella compiuta dagli Avari. Una simile soluzione si adottò a ovest, in chiave anti-franca, nei pressi di Baiern, lungo il Traun, verso Lauriaco e da Linz alla zona intorno a Ratisbona. L'Enns formava un confine ufficiale tra Avari e Baviera ed era chiamato limes certus.
Ulteriori barriere di confine si costruirono alle porte della Carantania e del Regno longobardo, ovvero tra i fiumi Zala e Mura e tra Drava e Mura nella regione dell'Oltremura. Le trincee che il khan bulgaro Asparuch aveva costruito contro gli Avari negli anni 680 erano piuttosto lontane dall'area di insediamento di questi. Tuttavia, con riguardo a quel momento storico, risulta impossibile determinare i confini meridionali e orientali del khaganato con l'Impero bulgaro, mentre quello settentrionale tra le due potenze era costituito dal Danubio. Solo alla fine dell'VIII secolo questa sezione della frontiera fu fortificata presso i fiumi Timok e Iskăr. A nord, dove i Carpazi formavano un confine naturale, non esisteva né si avvertiva l'esigenza di costituire un sistema di protezione ulteriore.